# MaCio Teague
Pour les articles homonymes, voir Teague.
MaCio Teague, né le 11 juin 1997 à Cincinnati dans l'Ohio, est un joueur américain de basket-ball évoluant au poste d'arrière.

## Biographie

### Carrière universitaire
Macio Teague commence sa carrière universitaire avec les Bulldogs d'UNC Asheville, il y joue deux saisons et est ensuite transféré vers Baylor, en dépit de l'intérêt de Xavier ou Louisville.
Il devient champion universitaire en 2021 avec les Bears de Baylor.

### Carrière professionnelle
Non drafté en 2021, il dispute la Summer League avec le Jazz de l'Utah et y signe un contrat pour le camp d'entraînement. Il est coupé le 14 octobre 2021.

## Statistiques

### Universitaires
| Saison    | Équipe        | Matchs   | Titul.   | Min./m   | % Tir    | % 3pts   | % LF     | Rbds/m.  | Pass/m.  | Int/m.   | Ctr/m.   | Pts/m.   |
| --------- | ------------- | -------- | -------- | -------- | -------- | -------- | -------- | -------- | -------- | -------- | -------- | -------- |
| 2016-17   | UNC Asheville | 33       | 32       | 34,1     | 46,8     | 45,5     | 88,6     | 4,60     | 2,70     | 1,10     | 0,20     | 15,40    |
| 2017-2018 | UNC Asheville | 34       | 32       | 35,3     | 41,8     | 42,5     | 86,6     | 4,40     | 2,50     | 1,60     | 0,10     | 16,70    |
| 2018-2019 | Baylor        | Redshirt | Redshirt | Redshirt | Redshirt | Redshirt | Redshirt | Redshirt | Redshirt | Redshirt | Redshirt | Redshirt |
| 2019-2020 | Baylor        | 28       | 28       | 32,60    | 40,0     | 35,5     | 84,8     | 4,60     | 1,90     | 1,00     | 0,20     | 13,90    |
| 2020-2021 | Baylor        | 30       | 30       | 31,70    | 47,8     | 39,5     | 82,7     | 4,00     | 1,70     | 0,80     | 0,40     | 15,80    |
| Carrière  | Carrière      | 125      | 122      | 33,5     | 44,2     | 40,8     | 86,0     | 4,40     | 2,20     | 1,10     | 0,20     | 15,50    |

## Palmarès

### Université
- 1x champion NCAA en 2021 avec les Bears de Baylor.